# Macrojoppa boliviana
Macrojoppa boliviana är en stekelart som beskrevs av Embrik Strand 1912. Macrojoppa boliviana ingår i släktet Macrojoppa och familjen brokparasitsteklar. Utöver nominatformen finns också underarten M. b. pseudorufa.